# Резолюція Ради Безпеки ООН 9
Резолюція Ради Безпеки ООН 9 — резолюція, прийнята 15 жовтня 1946 року, згідно з якою встановлено, що держава, яка не є учасником Статуту Міжнародного Суду ООН, може добровільно подати заяву в Міжнародний Суд про вступ, за умови, що вона визнає юрисдикцію Суду згідно зі Статутом ООН та умовами Статуту і Регламенту Суду та зобов'язується сумлінно виконувати рішення або рішення Суду і бере на себе всі зобов'язання, які покладаються на членів ООН статтею 94 Статуту.
Резолюція була прийнята одноголосно.

## Див.також
- Резолюції Ради Безпеки ООН 1-100 (1946—1953)